# Campionati mondiali di sci alpino 1985
I Campionati mondiali di sci alpino 1985, 28ª edizione della manifestazione organizzata dalla Federazione Internazionale Sci, si svolsero in Italia, a Bormio, dal 31 gennaio al 10 febbraio. Il programma incluse gare di discesa libera, slalom gigante, slalom speciale e combinata, sia maschili sia femminili.

## Organizzazione e impianti
La FIS, dopo l'edizione del 1982, aveva deciso di tenere i campionati del mondo negli anni dispari, in modo da poterli tenere con cadenza biennale, senza ricorrere alle gare dei Giochi olimpici invernali per assegnare medaglie. Le gare si disputarono sulle piste Stelvio di Bormio e Cevedale di Santa Caterina Valfurva.

## Risultati

### Uomini

#### Discesa libera
| Pos. | Atleta            | Nazione     | Tempo   |
| ---- | ----------------- | ----------- | ------- |
| 1    | Pirmin Zurbriggen | Svizzera    | 2:06,68 |
| 2    | Peter Müller      | Svizzera    | 2:06,79 |
| 3    | Doug Lewis        | Stati Uniti | 2:06,82 |
| 4    | Franz Heinzer     | Svizzera    | 2:07,45 |
| 5    | Franz Klammer     | Austria     | 2:07,64 |
| 6    | Peter Wirnsberger | Austria     | 2:07,70 |
| 7    | Helmut Höflehner  | Austria     | 2:08,01 |
| 8    | Conradin Cathomen | Svizzera    | 2:08,03 |
| 9    | Todd Brooker      | Canada      | 2:08,05 |
| 10   | Steven Lee        | Australia   | 2:08,29 |

Data: 3 febbraio

Località: Bormio

Pista: Stelvio

Lunghezza: 3 680 m

Dislivello: 1 110 m

Ore: 12.00 (UTC+1)

Porte: 31

#### Slalom gigante
| Pos. | Atleta            | Nazione        | Tempo   |
| ---- | ----------------- | -------------- | ------- |
| 1    | Markus Wasmeier   | Germania Ovest | 2:28,90 |
| 2    | Pirmin Zurbriggen | Svizzera       | 2:28,95 |
| 3    | Marc Girardelli   | Lussemburgo    | 2:29,22 |
| 4    | Egon Hirt         | Germania Ovest | 2:30,35 |
| 5    | Hans Enn          | Austria        | 2:30,36 |
| 6    | Roberto Erlacher  | Italia         | 2:30,53 |
| 7    | Rok Petrovič      | Jugoslavia     | 2:31,03 |
| 8    | Bojan Križaj      | Jugoslavia     | 2:31,26 |
| 9    | Oswald Tötsch     | Italia         | 2:31,40 |
| 10   | Max Julen         | Svizzera       | 2:31,71 |

Data: 7 febbraio

Località: Bormio

Pista: Stelvio

Dislivello: 385 m

1ª manche:

Ore: 9.30 (UTC+1)

Porte: 50

2ª manche:

Ore: 13.30 (UTC+1)

Porte: 57

#### Slalom speciale
| Pos. | Atleta           | Nazione        | Tempo   |
| ---- | ---------------- | -------------- | ------- |
| 1    | Jonas Nilsson    | Svezia         | 1:38,82 |
| 2    | Marc Girardelli  | Lussemburgo    | 1:38,88 |
| 3    | Robert Zoller    | Austria        | 1:39,35 |
| 4    | Ingemar Stenmark | Svezia         | 1:39,74 |
| 5    | Bojan Križaj     | Jugoslavia     | 1:40,07 |
| 6    | Paolo De Chiesa  | Italia         | 1:40,27 |
| 7    | Daniel Mougel    | Francia        | 1:40,63 |
| 8    | Florian Beck     | Germania Ovest | 1:41,63 |
| 9    | Ivano Edalini    | Italia         | 1:42,33 |
| 10   | Alex Giorgi      | Italia         | 1:42,84 |

Data: 10 febbraio

Località: Bormio

Pista: Stelvio

Dislivello: 202 m

1ª manche:

Ore: 10.00 (UTC+1)

Porte: 69

2ª manche:

Ore: 13.30 (UTC+1)

Porte: 66

#### Combinata
| Pos. | Atleta             | Nazione        |
| ---- | ------------------ | -------------- |
| 1    | Pirmin Zurbriggen  | Svizzera       |
| 2    | Ernst Riedlsperger | Austria        |
| 3    | Thomas Bürgler     | Svizzera       |
| 4    | Andreas Wenzel     | Liechtenstein  |
| 5    | Michel Vion        | Francia        |
| 6    | Franck Piccard     | Francia        |
| 7    | Markus Wasmeier    | Germania Ovest |
| 8    | Günther Mader      | Austria        |
| 9    | Yves Tavernier     | Francia        |
| 10   | Roberto Erlacher   | Italia         |

Data: 1º-5 febbraio

Località: Bormio

Discesa libera

Data: 1º febbraio

Pista: Stelvio

Lunghezza: 3 480 m

Dislivello: 915 m

Ore: 11.00 (UTC+1)

Porte: 35

Slalom speciale

Data: 5 febbraio

Pista: Stelvio

Dislivello: 202 m

1ª manche:

Ore: 10.00 (UTC+1)

Porte: 59

2ª manche:

Ore: 12.30 (UTC+1)

Porte: 64

### Donne

#### Discesa libera
| Pos. | Atleta              | Nazione        | Tempo   |
| ---- | ------------------- | -------------- | ------- |
| 1    | Michela Figini      | Svizzera       | 1:26,96 |
| 2    | Ariane Ehrat        | Svizzera       | 1:28,57 |
| 2    | Katrin Gutensohn    | Austria        | 1:28,57 |
| 4    | Sigrid Wolf         | Austria        | 1:28,58 |
| 5    | Regine Mösenlechner | Germania Ovest | 1:28,64 |
| 6    | Maria Walliser      | Svizzera       | 1:28,76 |
| 7    | Laurie Graham       | Canada         | 1:29,10 |
| 8    | Brigitte Oertli     | Svizzera       | 1:29,16 |
| 9    | Traudl Hächer       | Germania Ovest | 1:29,23 |
| 10   | Sylvia Eder         | Austria        | 1:29,30 |

Data: 3 febbraio

Località: Santa Caterina Valfurva

Pista: Cevedale

Lunghezza: 2 523 m

Dislivello: 685 m

Ore: 10.00 (UTC+1)

Porte: 37

#### Slalom gigante
| Pos. | Atleta                 | Nazione        | Tempo   |
| ---- | ---------------------- | -------------- | ------- |
| 1    | Diann Roffe            | Stati Uniti    | 2:18,53 |
| 2    | Elisabeth Kirchler     | Austria        | 2:19,13 |
| 3    | Eva Twardokens         | Stati Uniti    | 2:19,21 |
| 4    | Debbie Armstrong       | Stati Uniti    | 2:19,26 |
| 5    | Marina Kiehl           | Germania Ovest | 2:19,60 |
| 6    | Traudl Hächer          | Germania Ovest | 2:20,14 |
| 7    | Maria Epple            | Germania Ovest | 2:20,34 |
| 8    | Maria Walliser         | Svizzera       | 2:20,51 |
| 9    | Blanca Fernández Ochoa | Spagna         | 2:20,59 |
| 10   | Liisa Savijarvi        | Canada         | 2:20,67 |

Data: 6 febbraio

Località: Santa Caterina Valfurva

Pista: Cevedale

Dislivello: 345 m

1ª manche:

Ore: 10.00 (UTC+1)

Porte: 48

2ª manche:

Ore: 13.30 (UTC+1)

Porte: 47

#### Slalom speciale
| Pos. | Atleta               | Nazione     | Tempo   |
| ---- | -------------------- | ----------- | ------- |
| 1    | Perrine Pelen        | Francia     | 1:29,58 |
| 2    | Christelle Guignard  | Francia     | 1:29,93 |
| 3    | Paoletta Magoni      | Italia      | 1:29,98 |
| 4    | Anni Kronbichler     | Austria     | 1:30,18 |
| 5    | Brigitte Oertli      | Svizzera    | 1:30,21 |
| 6    | Dorota Tlałka        | Polonia     | 1:30,43 |
| 7    | Małgorzata Tlałka    | Polonia     | 1:30,54 |
| 8    | Corinne Schmidhauser | Svizzera    | 1:30,72 |
| 9    | Brigitte Gadient     | Svizzera    | 1:30,79 |
| 10   | Eva Twardokens       | Stati Uniti | 1:31,35 |

Data: 9 febbraio

Località: Bormio

Pista: Stelvio

Dislivello: 167 m

1ª manche:

Ore: 10.00 (UTC+1)

Porte: 58

2ª manche:

Ore: 13.30 (UTC+1)

Porte: 54

#### Combinata
| Pos. | Atleta             | Nazione        |
| ---- | ------------------ | -------------- |
| 1    | Erika Hess         | Svizzera       |
| 2    | Sylvia Eder        | Austria        |
| 3    | Tamara McKinney    | Stati Uniti    |
| 4    | Brigitte Oertli    | Svizzera       |
| 5    | Hélène Barbier     | Francia        |
| 6    | Traudl Hächer      | Germania Ovest |
| 7    | Eva Twardokens     | Stati Uniti    |
| 8    | Veronika Wallinger | Austria        |
| 9    | Ursula Konzett     | Liechtenstein  |
| 10   | Marina Kiehl       | Germania Ovest |

Data: 31 gennaio-4 febbraio

Discesa libera

Data: 31 gennaio

Località: Santa Caterina Valfurva

Pista: Cevedale

Lunghezza: 2 385 m

Dislivello: 640 m

Ore: 11.00 (UTC+1)

Porte: 31

Slalom speciale

Data: 4 febbraio

Località: Bormio

Pista: Stelvio

Dislivello: 167 m

1ª manche:

Ore: 10.00 (UTC+1)

Porte: 56

2ª manche:

Ore: 12.30 (UTC+1)

Porte: 57

## Medagliere per nazioni
| Pos. | Nazione        | Oro | Argento | Bronzo | Totale |
| ---- | -------------- | --- | ------- | ------ | ------ |
| 1    | Svizzera       | 4   | 3       | 1      | 8      |
| 2    | Francia        | 1   | 1       | 0      | 2      |
| 3    | Stati Uniti    | 1   | 0       | 3      | 4      |
| 4    | Germania Ovest | 1   | 0       | 0      | 1      |
| 4    | Svezia         | 1   | 0       | 0      | 1      |
| 6    | Austria        | 0   | 4       | 1      | 5      |
| 7    | Lussemburgo    | 0   | 1       | 1      | 2      |
| 8    | Italia         | 0   | 0       | 1      | 1      |